# Cardamine dubia
Cardamine dubia là một loài thực vật có hoa trong họ Cải. Loài này được Nicotra mô tả khoa học đầu tiên năm 1883.